# Віті До
Віті До (чорн. Viti Do/Вити До укр. Віті До) — село (поселення) в Чорногорії, підпорядковане общині Будва. Населення — 197 мешканців.

## Населення
Динаміка чисельності населення (станом на 2003 рік):
- 1948 → 76
- 1953 → 85
- 1961 → 100
- 1971 → 116
- 1981 → 129
- 1991 → 147
- 2003 → 197

Національний склад села (станом на 2003 рік):
Слід відмітити, що перепис населення проводився в часи міжетнічного протистояння на Балканах й тоді частина чорногорців солідаризувалася з сербами й відносила себе до спільної з ними національної групи (найменуючи себе югославами-сербами - притримуючись течії панславізму). Тому, у запланованому переписі на 2015 рік очікується суттєва кореляція цифр національного складу (в сторону збільшення кількості чорногорців) - оскільки тепер чіткіше проходитиме розмежування, міжнаціональне, у самій Чорногорії.